# 実録 女師 遊廓 信太山エレジー
『実録 女師 遊廓 信太山エレジー』（じつろく じょし ゆうかく しのだやまエレジー）は、日本の元弁護士・山之内幸夫による書籍。1998年に双葉社から発刊された。ISBN 978-4575233407。大阪の遊廓を舞台に、そこの娼婦を利用する男「女師」が下働きから経営者に上り詰める様を描いた、小説の要素を含むノンフィクション、ルポルタージュである。
2005年にこれを原作とする映画『濡れた赫い糸』が公開された。また、劇団ストレイドッグが1999年からこれを原作とする舞台『悲しき天使』を上演、その後何度も再演を重ね、2020年に同名の映画が公開された。

## 濡れた赫い糸
最初の映画化作品『濡れた赫い糸』（ぬれたあかいいと）は、2005年に公開された。監督は望月六郎、脚本は石川均。主演は北村一輝。「忍山」という架空の花街を舞台に、北村が演じる青年・茂と高岡早紀が演じる遊女・一美の恋と、ふたりを追う人間たちの物語を描く。

### キャスト（濡れた赫い糸）
- 茂：北村一輝
- 一美：高岡早紀
- 恵利：吉井怜
- 佐倉萌
- 諏訪太郎
- 大浦龍宇一
- 中沢：奥田瑛二

### スタッフ（濡れた赫い糸）
- 原作：山之内幸夫『実録 女師 遊廓 信太山エレジー』（双葉社）
- 監督：望月六郎
- 脚本：石川均
- 音楽：サウンドキッズ
- 撮影：田中一成
- 製作：升水惟雄
- 題字：奥田瑛二
- 製作・配給：ジャパンホームビデオ

## 悲しき天使
舞台版の初演は1999年。ストレイドッグ主宰の森岡利行の脚本・演出作品である。
後述の映画を含め、大阪の遊廓を舞台に、遊女の一美とそこに流れ着いて彼女らの世話役になった男・茂の恋と、ふたりを取りまく人間たちを描く。ヒロイン・一美を以下の女優らが演じた。
- 川端良香
- 東山麻美（2004年）
- 夏目ナナ（2005年）
- 小野晴子（2009年・2010年）
- 三津谷葉子（2010年）[2]
- 小沢真珠（2012年）[3]
- 阿井りんな（2015年）
- 片山萌美（2016年）[4]
- 山崎真実（2019年）[5]
- 森岡朋奈（2024年）[6]

### 映画
映画版『悲しき天使』（かなしきてんし）は2020年8月7日に公開。当初は4月公開予定であったが、コロナ禍によって公開延期が続いた。舞台版の作者である森岡利行が監督・脚本を務めた。一美役の和田瞳は本作が映画初主演となる。

#### キャスト（悲しき天使）
- 一美：和田瞳
- 茂：水野勝
- 小百合：川上奈々美
- 春子： 森田亜紀
- 恵利：円谷優希
- 丸山：柴田明良
- 中沢：重松隆志
- お宮の松
- 兼松：中西良太
- 丸山虎雄：三浦浩一
- 木下ほうか

#### スタッフ（悲しき天使）
- 原作：山之内幸夫
- 監督／脚本：森岡利行
- 企画：利倉亮
- 音楽：Les.R-Yuka
- 撮影：吉田淳志
- 照明：山口峰寛
- 録音：大塚 学
- 美術：加藤ちか
- プロデューサー：江尻健司
- エグゼクティブ・プロデューサー：山口幸彦
- 製作・配給：キングレコード